# Courtenay, Loiret
Courtenay là một xã trong tỉnh Loiret, vùng Centre-Val de Loire bắc trung bộ nước Pháp. Xã này nằm ở khu vực có độ cao từ 137-186 mét trên mực nước biển.
Đây là nơi sinh của Aristide Bruant và Pierre Tarin.